# TV 15
TV 15 a fost un model de dubă lansat în 1983, similar în mare parte cu TV 12, dar cu o sarcină utilă mărită la 1400, respectiv 1500 kg. Producția acestuia a continuat până la sfârșitul anilor ’90. Vehiculul era echipat cu motoare D27, D127, precum și cu unități Andoria sau Renault. Cutia de viteze manuală cu 5 trepte era disponibilă opțional, la fel ca direcția asistată. De asemenea, se putea opta pentru o instalație electrică de 24 V.